# Jules Bordier
Jules Bordier (auch unter dem Künstlernamen Bordier d’Angers bekannt, * 21. Dezember 1846 in Angers; † 29. Januar 1896 ebenda) war ein französischer Komponist.

## Leben und Werk
Jules Bordier wurde in eine Familie von Bankern hineingeboren. Er gründete 1875 die Konzertgesellschaft Association artistique d’Angers. Er brachte zugleich viele Pariser Künstler nach Angers. Er gab zudem die Zeitschrift Angers artiste heraus. Er siedelte, nachdem die Stadt 1893 ihre Subventionen und kommunalen Mittel für die Kultur zurückgefahren hatte, nach Paris um. Er trat 1894 in die Verlagsfirma Baudoux & Cie ein.
Jules Bordier komponierte die Opern Nadia (Paris 1887), Le fiancée de la mer (Royan 1895), Chanson nouvelle und Vendée, die Musik zu Alfred de Vignys Chatterton, Orchesterstücke, Werke für Klavier und andere Instrumente, Chöre und Lieder.